# Damastes sikoranus
Damastes sikoranus là một loài nhện trong họ Sparassidae.
Loài này thuộc chi Damastes. Damastes sikoranus được Embrik Strand miêu tả năm 1906.